# Yocto Project
Yocto Project — робоча група організації Linux Foundation, яка розробляє і надає набір компонентів для створення власних дистрибутивів для вбудованих продуктів на базі різних апаратних архітектур, в тому числі ARM, PowerPC, MIPS, x86 і x86-64.  Yocto не є окремим дистрибутивом, а надає розробникам вбудовуваних систем повний спектр рішень на базі існуючих готових компонентів, дозволяючи мінімізувати витрати на розробку прототипу системи і сфокусувати зусилля на процесі розробки та створення специфічних для продукту можливостей.  Пропонується кілька наборів для підтримки апаратних платформ (Board support package, BSP) для вбудованих платформ компаній Intel, NXP, Texas Instruments, Ubiquiti та інших. 
До складу платформи входить інструментарій розробника, система складання, набір програмних інтерфейсів і колекція мета-пакетів.  Набір метаданих і компонентів складання підтримується спільно з проектом OpenEmbedded.  Як базовий набір компіляторів, задіяний GCC, підтримується створення GUI-застосунків з використанням бібліотек Qt, Clutter і GTK+.  До складу проекту також входить пакет Cross-Prelink, що дозволяє істотно прискорити завантаження програм, пов'язаних з великою кількістю бібліотек.  Для спрощення розробки застосунків для платформ на базі Yocto підготовлено два плаґіни для двох інтегрованих середовищ розробки — Eclipse і Anjuta, які підтримують розгортання проектів на віддалених системах, зневадження, аналіз коду, крос-компіляцію і використання емулятора QEMU. 
Для складання задіяна система Poky, що є відгалуженням від OpenEmbedded Build System і дозволяє об'єднати в рамках дистрибутиву розрізнені застосунки.  Пакунки поширюються у форматі RPM v5.  Для контролю за інфраструктурою складання використовується ПЗ Swabber, для виконання привілейованих операцій задіяний Pseudo, для організації автоматизованого тестування використовуються технології Shoeleather Lab.  Передбачена можливість генерації SDK, оптимізованого для продуктів, побудованих на базі Yocto.